# Hugh Jones
Hugh Jones (ur. 1508, zm. 1574) – walijski biskup anglikański. Pochodził z rodziny o długiej tradycji. Wykształcenie zdobył w Oksfordzie, prawdopodobnie w New Inn Hall. 24 lipca 1541 roku został bakałarzem prawa cywilnego. Był już wtedy duchownym. Najpierw sprawował posługę w Walii, ale potem został przeniesiony do Banwell w Somerset.  Był jedynym Walijczykiem sprawującym tam urząd w ciągu trzystu lat. W 1560 roku powrócił do Walii i został proboszczem w Llandaff. 17 kwietnia 1567 z rekomendacji arcybiskupa został biskupem Llandaff. Miał żonę, Anne Henson i kilka córek. Zmarł w Mathern in Monmouthshire w 1574 i został pochowany 15 listopada tegoż roku w tamtejszym kościele. Urząd biskupa Llandaff przejął po nim William Blethyn.